# Agrypon luteiceps
Agrypon luteiceps är en stekelart som beskrevs av Dasch 1984. Agrypon luteiceps ingår i släktet Agrypon och familjen brokparasitsteklar. Inga underarter finns listade i Catalogue of Life.